# Didi Petet
Didi Petet, född Didi Widiatmoko den 12 juli 1956 i Surabaya, död 15 maj 2015 i Tangerang Selatan, var en indonesisk skådespelare.

## Filmografi
- 1987 – Catatan si Boy
- 1988 – Catatan si Boy 2
- 1988 – Bayar Tapi Nyicil
- 1989 – Joe Turun ke Desa
- 1990 – Catatan si Boy 3
- 1991 – Catatan si Boy 5
- 1994 – Si Kabayan Mencari Jodoh
- 2000 – Petualangan Sherina
- 2001 – Pasir Berbisik
- 2004 – Rindu Kami Padamu
- 2005 – Banyu Biru